# 冯幸
冯幸（？—），中华人民共和国企业家、乐视控股高级副总裁，乐视移动总裁。

## 生平
毕业于河北大学，后供职于联想公司，担任联想集成系统(北京)有限公司总经理，联想神州数码集团助理总裁兼电信事业部总经理、联想集团公司助理总裁兼电信事业部总经理及联想中望系统服务有限公司总裁。后升任亚信集团公司副总裁，联想集团副总裁及MIDH业务总经理。2015年1月，加入新成立的乐视移动公司，担任乐视移动总裁、乐视控股高级副总裁。2017年4月11日，阿木担任乐视移动代理CEO，全面负责乐视移动整体的日常经营及团队管理。冯幸继续担任乐视控股高级副总裁，并新任乐视运营商公司董事长兼CEO。